# Focusing
Focusing je technika pracující s myslí a s tělem. Otcem techniky a zakladatelem psychoterapie orientované na focusing je Eugene Gendlin, žák Carla Rogerse. Vytvořil šestikrokový postup, který slouží k navázání kontaktu sama se sebou a se svými pocity. Díky jednoduchosti a účinnosti je tato technika integrována nejen do psychoterapie, ale také do arteterapie, kde zvyšuje procento úspěšné léčby.
Technika focusingu je mj. zachycena v pohádkovém příběhu ptačí holčičky od Edwina Mc Mahona.

## O technice
Základem techniky je práce s tělesnými pocity. Prvním krokem je proto uvědomění si těla v prostoru, ve kterém se právě nacházíme, a přenesení pozornosti na tělesné vnímání. Pokud přicházejí myšlenky nebo se začnou vynořovat nějaká velká témata, je vhodné je pro tuto chvíli nechat odplynout pryč, třeba v podobě mraků. Tělesné uvolnění a ponechání myšlenek bez většího povšimnutí přináší samo o sobě úlevu a je základem relaxace. Dalším krokem techniky focusingu je přizvání tělesných pocitů tím, že počkáme, co se v těle vynořuje za pocity. V dalších krocích se věnuje pozornost těm nejvíce výrazným nebo centrálním pocitům. Pocity sledujeme, pojmenováváme, necháme k nim přicházet obrazy (ty je možné následně malovat) nebo gesta a dále s nimi můžeme pracovat, hledat jejich významy a dávat je do kontextu svého života.

## Šest kroků techniky focusing
```
1. uvědomění si svého těla v prostoru, vyčištění vnitřního prostoru;
2. sledování tělesných pocitů;
3. pojmenování pocitů a vyvstalých obrazů, vzpomínek a gest vážících se k tomuto pocitu;
4. sledování změny prožívání ve vztahu k myšlenkám a obrazům, jež se začínají vynořovat;
5. pojmenování pocitu;
6. vědomé myšlenkové zpracování toho, co se během práce s tělem objevilo.
```